# Oranienbaum-Wörlitz
Oranienbaum-Wörlitz es una ciudad situada en el distrito de Wittenberg, en el estado federado de Sajonia-Anhalt (Alemania), a una altitud de 64 metros. Su población a finales de 2015 era de unos 9000 habitantes y su densidad poblacional, 78 hab/km².
La ciudad se fundó en 2011 mediante la fusión de las hasta entonces ciudades vecinas de Oranienbaum y Wörlitz con los vecinos municipios rurales de Brandhorst, Gohrau, Griesen, Horstdorf, Kakau, Rehsen, Riesigk y Vockerode.
Se ubica en la periferia oriental de la ciudad de Dessau-Roßlau.